# Haematosticta
Haematosticta là một chi bướm đêm thuộc họ Noctuidae.